# Alfred Fouillée
Alfred Jules Émile Fouillée, född 18 oktober 1838, död 1912, var en fransk filosof.
Fouillée var professor i Bordeaux och Paris, under sina senare år bosatt i Menton. Fouillée blev tidigt skolad i den platonska filosofin, och har strävat att i en omfattande syntes förena platonismen med den moderna utvecklingslärans grundtankar. Kärnbegreppet i hans filosofi är därvid idéerna, fattade som krafter idées-forces. Fouillée vände sig därvid mot epifenomenlärans och Spencer Huxleys tolkning av dem som endast matta, verkningslösa speglingar idées reflets. Enligt Fouillée uppbyggs tillvaron inom utom oss av sådana idékrafter, som överallt strävar mot klarhet, solidaritet och frihet. Denna strävan förverkligas dock inte i strid med naturordningen utan i och genom denna, vilken utifrån, och ur naturvetenskaplig synpunkt, ter sig som nödvändighetsbunden, som en serie av orsaker och verkningar, sedd inifrån, med psykologens ögon däremot framstår som en serie av medel och ändamål. Följdriktigt betecknas och filosofin som en till universum utvidgad psykologi - (une psychologie étendue à l'univers).
Bland hans främsta verk märks La philosophie de Platon (2 band, 1869), La liberté et la déterminisme (1872), L'avenir de la métaphisique (1889), La psychologie des idées-forces (2 band, 1893), L'évolutionnisme de idées-forces (1908), Esquisee d'une interprétation du monde (1913). Viktig är också Critique des systèmes de morale contemporains (1882).